# Al-Rayyan SC
Al-Rayyan Sports Club is een voetbalclub uit de stad Doha in Qatar. De club werd opgericht in 1967 en speelt in de Qatari League.

## Erelijst
- Landskampioenschap

1976, 1978, 1982, 1984, 1986, 1990, 1995, 2016
- Emir of Qatar Cup

1999, 2004, 2006, 2010, 2011, 2013
- Qatar Crown Prince Cup

1995, 1996, 2001, 2012
- Qatar Super Cup/Shiekh Jassem Cup

1992, 2000, 2012, 2013, 2018

## Bekende (oud-)spelers
- Sonny Anderson
- Jacek Bąk
- Mario Basler
- Frank de Boer
- Ronald de Boer
- Fabrice Fiorèse
- David García Zubiria
- Émile Mpenza
- Fernando Hierro
- Afonso Alves
- Marcelo Bordon
- Nilmar
- Yohan Boli